# Atomosia fredericom
Atomosia fredericom är en tvåvingeart som beskrevs av Carrera 1952. Atomosia fredericom ingår i släktet Atomosia och familjen rovflugor. Inga underarter finns listade i Catalogue of Life.